# HD 17332
HD 17332 — двойная звезда в созвездии Овна на расстоянии около 106 световых лет от нас.

## Характеристики
Исследования системы HD 17332 на данный момент малочисленны. Известно, что главная компонента представляет собой жёлтый карлик главной последовательности. Это молодая звезда; в её спектре обнаружены линии Li. Вторая компонента также принадлежит классу G. Расстояние между компонентами в системе равно 3,66 угловой секунды. Наблюдения также показали, что протопланетный диск в системе отсутствует.
HD 17332 принадлежит движущейся группе звёзд AB Золотой Рыбы, средний возраст элементов которой оценивается в 50 миллионов лет.